# Max Wall
Maxwell George Lorimer (12 de marzo de 1908 – 21 de mayo de 1990), más conocido como Max Wall, fue un actor británico cuya carrera interpretativa abarcó el teatro, el cine y la televisión.

## Biografía

### Primeros años
Wall era hijo de un artista de éxito del music-hall llamado Jack (Jock) Lorimer y de su esposa Stella. Nació en Brixton, 
Londres. En 1918, durante un ataque aéreo en la Primera Guerra Mundial, Wall se salvó de la muerte gracias al armazón metálico de su cama, pero su hermano menor y su niñera fallecieron a causa de una bomba alemana lanzada por un zeppelin, que destruyó su casa.

### Carrera
Wall debutó a los catorce años como bailarín acrobático en una pantomima, pero se le recuerda por su interpretación del profesor Wallofski. Esta creación tuvo un influjo notable sobre John Cleese, que reconoció su deuda con Max Wall al idear su número Ministry of Silly Walks para los Monty Python. Tras actuar en muchos musicales y comedias teatrales en la década de 1930, la carrera de Wall empezó a declinar y se vio reducido a trabajar en clubes nocturnos. Después se alistó en la Royal Air Force para servir tres años durante la Segunda Guerra Mundial. 
Wall reapareció en los años 1950 cuando los productores y directores redescubrieron su talento cómico, junto con el expresivo poder de su trágica cara de payaso y las cadencias tristes de su voz. Consiguió actuar en televisión y, habiéndose ganado el interés de Samuel Beckett, obtuvo papeles en Esperando a Godot y Krapp's Last Tape. En 1966 actuó como Père Ubu en la obra de Alfred Jarry Ubú rey, y en 1972 viajó con el grupo Mott the Hoople en su gira Rock n'Roll Circus, consiguiendo una nueva audiencia.  
En televisión también trabajó en las series Crossroads, Coronation Street y Emmerdale Farm. Así mismo, participó en Minder, con George Cole.  
En las décadas de 1970 y 1980, Wall actuó ocasionalmente en teatro de un único actor, con la obra An Evening with Max Wall, en la cual recuperaba el humor del viejo teatro del music-hall.
Su última interpretación para el cine fue en el filme de doce minutos A Fear of Silence. El título ganó un premio en el Festival de cine y televisión de Nueva York.

### Fallecimiento
El 20 de mayo de 1990 Wall sufrió una caída en el restaurante Simpsons-in-the-Strand, en Londres, fracturándose el cráneo. Nunca recuperó el conocimiento y falleció al día siguiente en el hospital Westminster. Tenía 82 años. Fue enterrado en el cementerio Highgate.